# For Your Eyes Only (Lied)
For Your Eyes Only ist ein Lied, das im Jahr 1981 von Bill Conti komponiert wurde. Der Text stammt von Mick Leeson. In der von Sheena Easton gesungenen Version wurde es für den James-Bond-Film In tödlicher Mission (For Your Eyes Only) als Titelsong verwendet. Das Lied wurde im Jahr 1982 für den Oscar in der Kategorie Bester Song nominiert.

## Chartplatzierungen
Das Lied erreichte Platz vier der US-amerikanischen Billboard-Hot-100-Charts. In der Schweiz, den Niederlanden und Norwegen erreichte das Lied den ersten Platz der Charts. Sheena Easton ist die bislang einzige Künstlerin, die beim Singen des Titelsongs im Vorspann eines Bond-Films zu sehen war.

## Coverversionen
Das Lied wurde unter anderem von Thomas Anders und Sollie Nero (In deinen Augen) gecovert. Die aus Manila stammende Filipina Sollie Nero trat mit dem Song am 9. November 1981 in der ZDF-Hitparade auf, konnte sich jedoch nicht unter den ersten Drei platzieren.